# Застава Финске
Застава Финске, (Siniristilippu) прихваћена је на почетку 20. века. Застава је беле боје са плавим скандинавским крстом. вертикални део крста је при левој страни заставе. Плава боја симболизује финска језера и небо, а бело симболизује снег и беле ноћи у финском лету.
Застава је први пут коришћена као застава једриличарског клуба Ниланд а настала је на основу заставе једриличарског клуба Нева.